# Lek (riu)
El Lek (pronunciació: lɛk) és un riu situat a la part occidental dels Països Baixos d'uns 60 km de llargada. És la continuació del Nederrijn després que el Kromme Rijn se separi a la ciutat de Wijk bij Duurstede. El ramal principal, a partir d'aquest punt, es coneix com a riu Lek. El Nederrijn, al seu torn, és un canal distribuidor del Rin.
El nom "Lek" deriva de les paraules neerlandeses "lake" i "leek", que volen dir "curs d'aigua".
Algunes parts del riu formen les línies divisòries entre les províncies d'Utrecht i Gelderland, així com entre Utrecht i Holanda del Sud.
En l'època romana, el Nederrijn fluïa cap al Kromme Rijn, essent aquest la principal sortida cap al mar d'aigua del Rin. Quan el Kromme Rijn va començar a sedimentar, durant l'època medieval, el Lek es va convertir en el ramal principal. Poc després de passar el municipi de Wijk bij Duurstede, el riu es creua amb el canal Amsterdam-Rin, que segueix cap al sud fins al Waal. Una branca d'aquest canal, el Lekkanaal (canal del Lek) es connecta amb el riu a la ciutat de Nieuwegein.
A més de les esmentades anteriorment, les altres ciutats principals per on passa el Lek són Culemborg, Vianen, Schoonhoven, Nieuw-Lekkerland i Lekkerkerk. El llit del riu es troba una mica més amunt amb relació a les terres que l'envolten, motiu pel qual els dics són essencials per contenir el Lek. Al poble de Kinderdijk el Lek conflueix amb el Noord, i la combinació de les dues corrents passa a anomenar-se Nieuwe Maas en el seu recorregut cap al Mar del Nord.